# Gare de Marienthal
Gare de Marienthal vasútállomás Franciaországban, Haguenau településen.

## Vasútvonalak
Az állomást az alábbi vasútvonalak érintik:
- Vendenheim–Wissembourg-vasútvonal

## Kapcsolódó állomások
A vasútállomáshoz az alábbi állomások vannak a legközelebb:
- Gare de Bischwiller (Gare de Strasbourg)
- Gare de Haguenau (Gare de Haguenau)